# Gran Premi Kalmar
El Gran Premi Kalmar (conegut també com a Hansa Bygg Kalmar Grand Prix) és un conjunt de diferents curses ciclistes d'un dia que es disputen anualment a Kalmar (Suècia). A partir del 2017, té una cursa que forma part del calendari de l'UCI Europa Tour amb una categoria 1.2.

## Palmarès
| Any  | Vencedor           | Segon                        | Tercer                 |
| ---- | ------------------ | ---------------------------- | ---------------------- |
| 2017 | Rasmus Bøgh Wallin | Jonas Ahlstrand              | Jonas Aaen Jørgensen   |
| 2018 | Gustav Höög        | Sindre Bjerkestrand Haugsvær | Frederik Irgens Jensen |
| 2019 | Norman Vahtra      | Rait Ärm                     | Ramon Van Bokhoven     |